# Schwarztonnensand
Schwarztonnensand ist eine unter Naturschutz stehende Binneninsel in der Unterelbe. Sie liegt gegenüber Asselersand und gehört wie dieser zur Gemeinde Drochtersen, Gemarkung (ehemalige Gemeinde) Assel. Sie ist etwa 3.500 Meter lang und etwa 400 Meter breit. Östlich des Schwarztonnensandes auf der anderen Seite des Hauptfahrwassers der Elbe liegt der schleswig-holsteinische Pagensand.

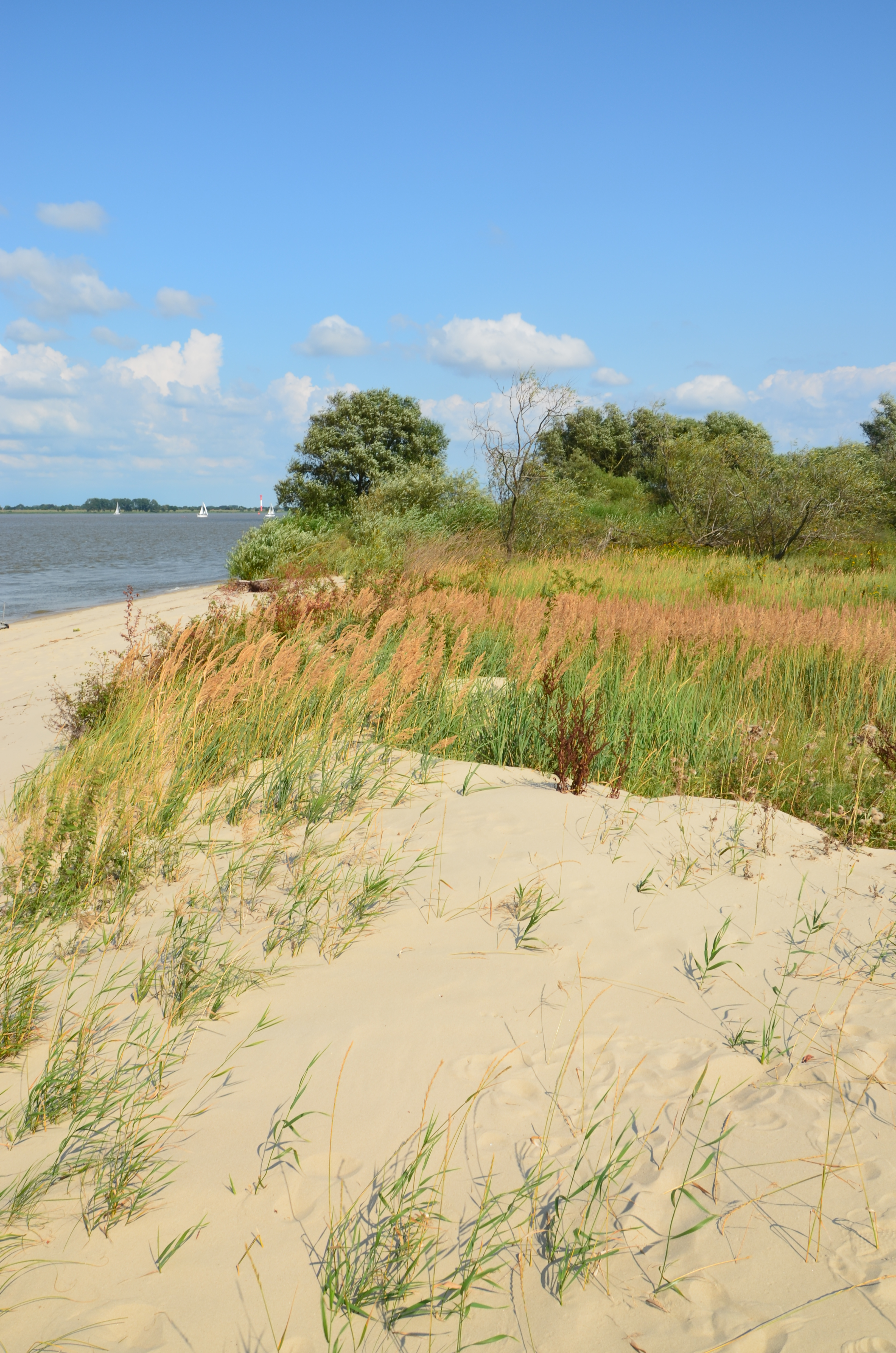
Schwarztonnensand im Sommer

Der Schwarztonnensand war ursprünglich eine Schlickbank, die bis 1968 nur bei Niedrigwasser sichtbar war. Bei der Vertiefung des Elbfahrwassers von 12 auf 13,5 Meter in den Jahren 1968 und 1969 wurde die Insel mit ausgebaggertem Sand aufgespült. In der Zeit von 1969 bis 1970 wurde zusätzlich eine Verbindung zum Asseler Sand angelegt, die die Strömungsverhältnisse in der Elbe so beeinflussen sollte, dass der Fluss selbsttätig sein Bett von Schlick freispült. Diese Verbindung wurde jedoch noch im gleichen Jahr durch eine Sturmflut wieder weggespült. Nach der Aufspülung begann man zur Verhinderung von Sandflug die Insel zu begrünen, u. a. durch Anpflanzungen von Laubbäumen.
Am 16. August 1985 wurde der Schwarztonnensand zum Naturschutzgebiet. Im Dezember 2018 ging das Naturschutzgebiet im neu ausgewiesenen Naturschutzgebiet „Elbe und Inseln“ auf. Das Kennzeichen des Naturschutzgebietes war NSG LÜ 126.
Bereits seit 1973 wird das Gebiet von März bis Oktober von einem Vogelwart des Vereins Jordsand betreut. Der Sand ist heute Lebensraum und Rastplatz für viele Arten von Wasservögeln.